# Skyrace Ville d'Aoste
La Course nature « Ville d'Aoste » est une compétition de course nature (Skyrunning) créée en 2002 à Aoste (Vallée d'Aoste). Elle a lieu le premier dimanche de septembre, et fait partie du calendrier de la Fédération Internationale de Course Nature (International Skyrunning Federation - ISF).
À partir de 2010 cette compétition a été insérée dans le circuit international International CUP. Grand prix of the nations 2010.

## Description
Le départ se situe sur la place Émile Chanoux, en plein centre ville à Aoste (580 mètres). Les participants rejoignent ensuite Charvensod, et tournent vers sud-est près du col Carré. Une dernière ascension de 150 mètres de dénivelé les amènent au sommet du pic de Nona (3 142 mètres), où se situe le tour de la bouée.
La première partie de la descente ne suit pas le parcours précédent, puisqu'il s'articule au long de la côte sud-occidentale du pic de Nona jusqu'au plateau du lieu-dit Plan Valé. Ensuite, il rejoint le tracé de l'allée jusqu'à l'arrivée, au terrain de sport de Plan-Félinaz, à Charvensod.
Le parcours s'articule sur 30 kilomètres environ, et présente un dénivelé total de 4955 mètres.
Le parcours d'ascension, avec le départ à Aoste et l'arrivée au sommet du pic de Nona, présente une longueur de 16 kilomètres et un dénivelé de 2562 mètres.

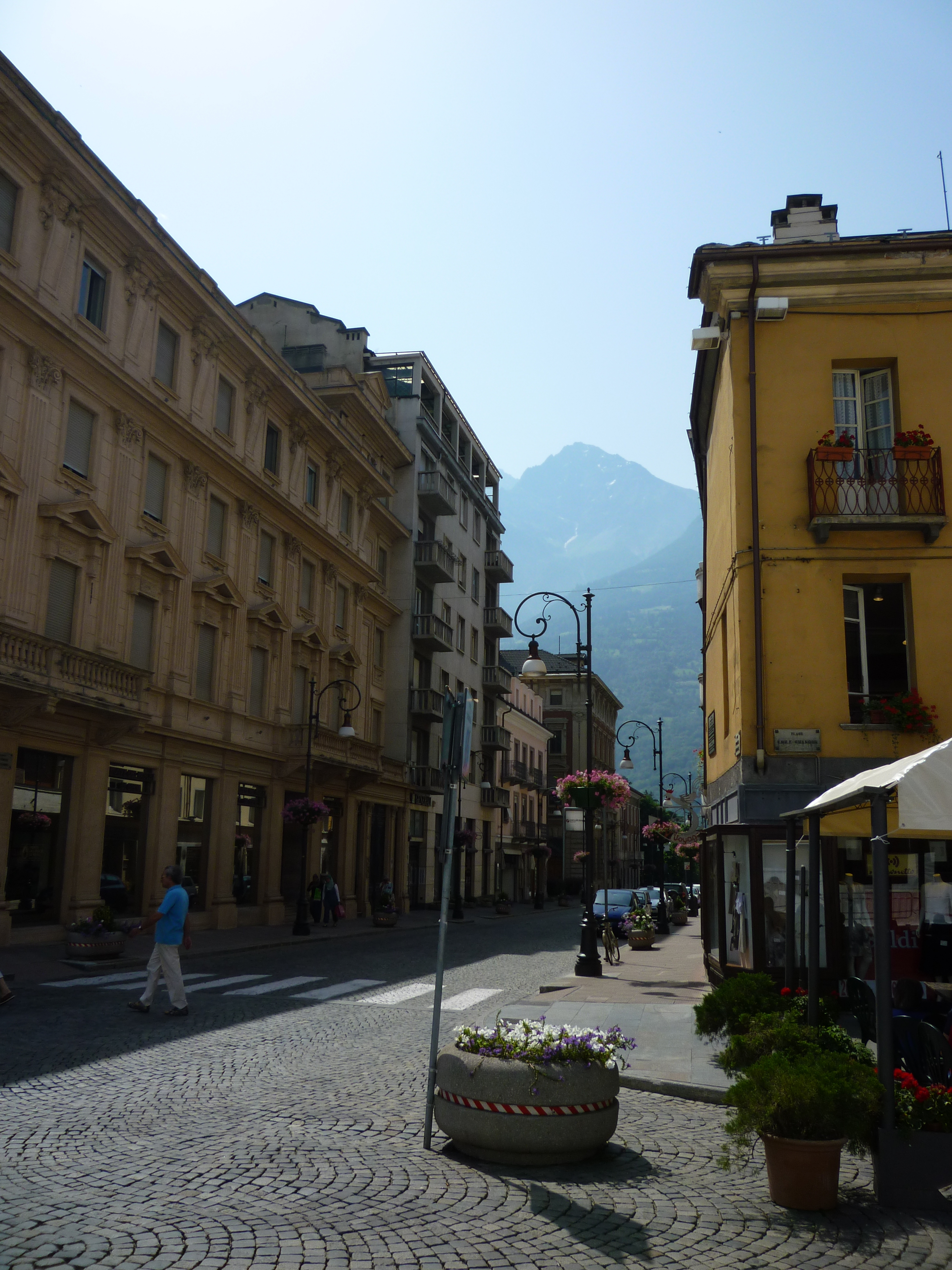
Avenue Conseil des Commis (rectiligne de départ et d'arrivée), et à l'arrière-plan le Pic de Nona, vus depuis la place Émile Chanoux

## Palmarès

### Hommes
| Année | Premier         | Deuxième           | Troisième          |
| ----- | --------------- | ------------------ | ------------------ |
| 2002  | Bruno Brunod    | Dennis Brunod      | Jean Pellissier    |
| 2003  | Bruno Brunod    | Saul Padua         | Paolo Bert         |
| 2004  | Bruno Brunod    | Daniel Collomb     | Michele Semperboni |
| 2005  | Dennis Brunod   | Jean Pellissier    | Paolo Bert         |
| 2006  | Dennis Brunod   | Massimo Junod      | Savino Quendoz     |
| 2007  | Dennis Brunod   | Paolo Bert         | Giuliano Cavallo   |
| 2008  | Dennis Brunod   | Michele Semperboni | Paolo Gotti        |
| 2009  | Dennis Brunod   | Daniele Zerboni    | Giuliano Cavallo   |
| 2010  | Tadei Pivk      | Dennis Brunod      | Paolo Gotti        |
| 2011  | Mikhail Mamleev | Paolo Bert         | Ricardo Mejía      |
| 2012  | Kilian Jornet   | Ionut Zinca        | Fabio Bazzana      |

Les Valdôtains Dennis Brunod et Jean Pellissier se sont placés respectivement troisièmes et premiers ex æquo en 2002 et en 2005.

### Femmes
| Année | Premier             | Deuxième      | Troisième  |
| ----- | ------------------- | ------------- | ---------- |
| 2002  | Gloriana Pellissier | Corinne Favre | Carme Tort |
| 2003  | Emanuela Brizio     |               |            |
| 2004  | Gloriana Pellissier |               |            |
| 2005  | Corinne Favre       |               |            |
| 2006  | Gloriana Pellissier |               |            |
| 2007  | Gloriana Pellissier |               |            |
| 2008  | Gloriana Pellissier |               |            |
| 2009  | Gloriana Pellissier |               |            |
| 2010  | Emanuela Brizio     |               |            |
| 2011  | Corinne Favre       |               |            |
| 2012  | Gloriana Pellissier |               |            |